# 大泉站 (福島縣)
大泉站（日语：／ Ooizumi eki */?）是位於福島縣伊達市保原町大泉大地內，阿武隈急行的阿武隈急行線車站。車站的口號是「清新田園都市」

## 歷史
- 1988年（昭和63年）7月1日 - 車站啟用。

## 車站構造

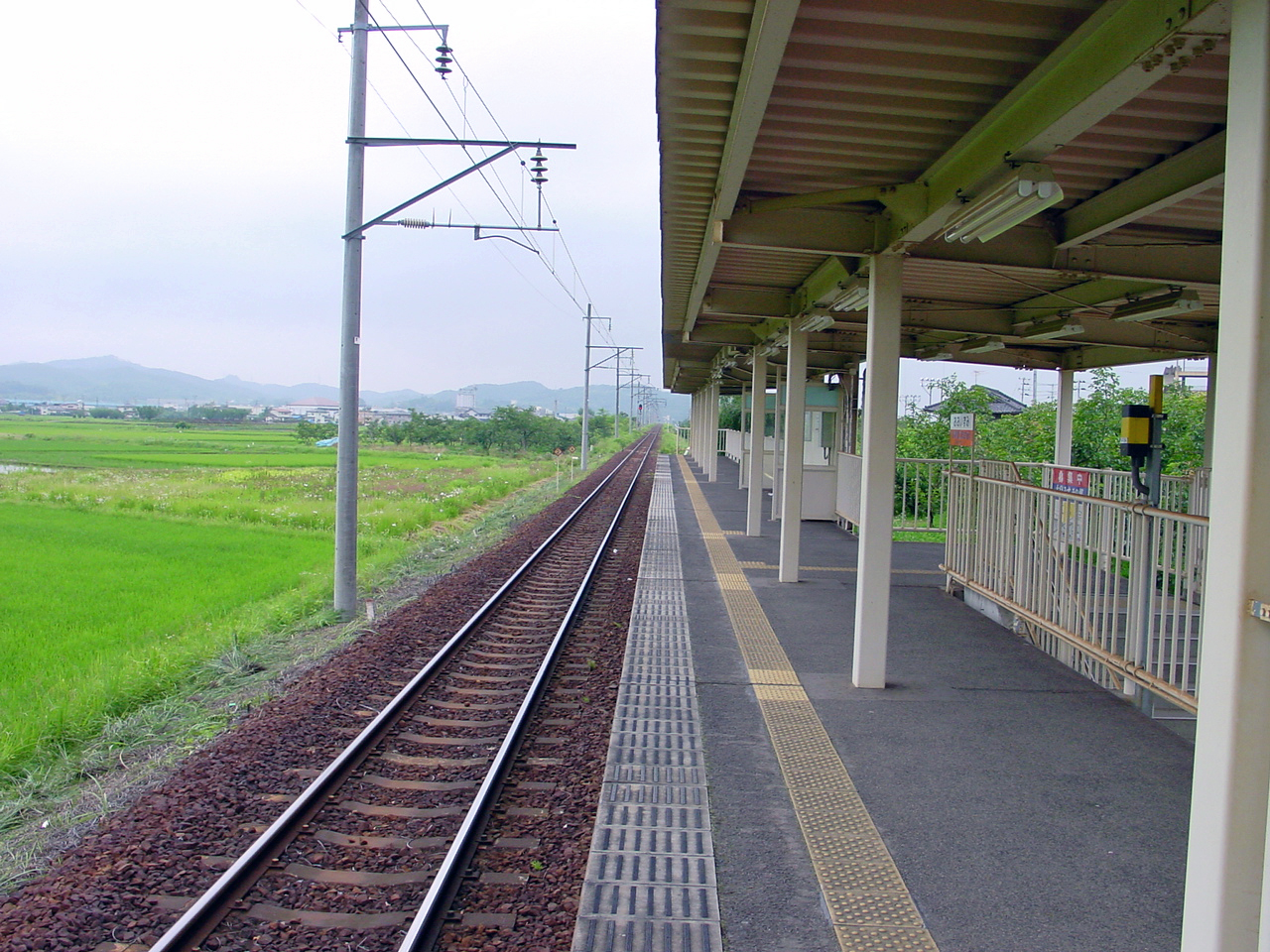
月台（2003年7月）

此站是地面車站，設有1面1線的單式月台。月台上設有候車室。此站是無人車站。月台與車站出入口設有樓梯和斜道。2005至2009年度透過城市規劃交付金，傷殘人士專用的停車處、單車停泊處、站前迴旋路和站前廣場落成。車站西邊設有新的停車場。

## 使用狀況
在2016年度的1日平均乘車人次為271人。以下為近年乘車人次變化：
| 乘車人員變化 | 乘車人員變化     |
| 年度         | 1日平均 乘車人次 |
| ------------ | ---------------- |
| 2000         | 263              |
| 2001         | 258              |
| 2002         | 249              |
| 2003         | 252              |
| 2004         | 236              |
| 2005         | 238              |
| 2006         | 236              |
| 2007         | 232              |
| 2008         | 260              |
| 2009         | 271              |
| 2010         | 249              |
| 2011         | 189              |
| 2012         | 233              |
| 2013         | 236              |
| 2014         | 247              |
| 2015         | 270              |
| 2016         | 271              |

## 車站周邊
車站位於伊達市保原地域市區，附近設有許多公共設施：
- 伊達市政廳保原綜合分所（舊·保原町（日语：保原町）公所）
- 伊達警署（日语：伊達警察署 (福島県)）
- 保原綜合公園
- 保原池
- 福島縣立保原高等學校（日语：福島県立保原高等学校）

## 相鄰車站
阿武隈急行
■阿武隈急行線
保原－大泉－二井田

## 注腳
1. ↑  .   [2021-01-18]. （原始内容存档于2018-06-08）.